# 拉巴哈達 (新墨西哥州)
拉巴哈達（英語：La Bajada）是位於美國新墨西哥州聖菲縣的普查規定居民點。

## 人口
根據2020年美國人口普查的數據，拉巴哈達的面積為0.45平方千米，皆為陸地。當地共有人口26人，而人口密度為每平方千米57.78人。